# Kocsma Jenny
A Kocsma Jenny Bertolt Brecht és Kurt Weill Koldusoperájának egyik legismertebb, legnépszerűbb, rengeteg énekes által előadott, örökzölddé vált dala.
Mi egy bank kirablása egy bank alapításához képest?
A Koldusopera története röviden: az alvilág két vezére harcol egymással a hatalomért, az egyik igyekszik félretenni a másikat. A darab a viktoriánus Londonban játszódik (de itt és most is játszódhatna).

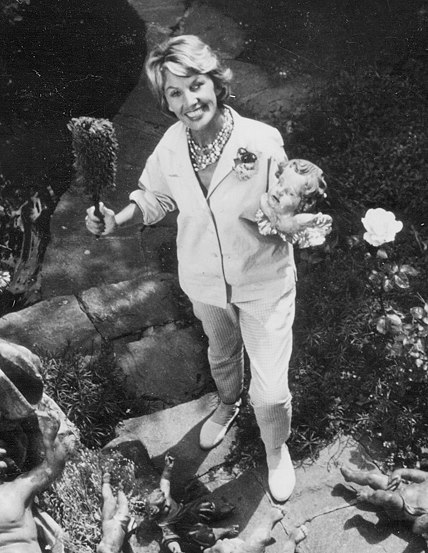
Lale Andersen

Kocsma Jenny egy kiszolgáltatott cselédlány, aki a dal meséje szerint évekig vár arra, hogy sorsa jobbra forduljon. A várva várt kalózok végre megérkeznek, Jenny kívánsága szerint megölnek mindenkit és felgyújtják várost. Jenny a kalózokkal elhajózik.
A dalszöveg forrása François Villon: Ballada a kalózok szeretőjéről című balladája.

## A dal előadói közül néhány

### Külföldiek
Lotte Lenya, Nina Simone, Ute Lemper, Anne Kerry Ford, Sharon Small, Hildegard Knef, Marianne Faithfull, Amanda Palmer, Turk Murphy, Lale Andersen, Juliette Gréco, Hildegard Knef, Esther & Abi Ofarim, Gisela May, Milva, Judy Collins, Kaye Tuckerman, Maria Augusta, Georgia Brown, Heather Flemming, Ellen Greene.

### Magyarok
Psota Irén, Máthé Erzsi (csak a vers), Szinetár Dóra, Udvaros Dorottya, Básti Juli, Wiedemann Bernadett, Pogány Judit, Peller Anna, Csarnóy Zsuzsanna, Závodszky Noémi.

### Színház
- Sasha Velour's One Dollar Drags, „Pirate Jenny”